# One More Chance (Pet Shop Boys-låt)
One More Chance är en låt av den brittiska duon Pet Shop Boys. Den utgavs första gången som duons andra singel 1984. En nyinspelad version inkluderades på albumet Actually 1987. 
Den första versionen gjordes tillsammans med Bobby Orlando som också är krediterad som låtskrivare. Låten var ursprungligen en aldrig använd inspelning som Bobby Orlando hade gjort till artisten Divine, vilken Neil Tennant skrev en text till. Till den senare albumversionen bidrog Chris Lowe med mer musik.
Som singel släpptes One More Chance bara i Belgien, Tyskland, Kanada och USA som 12"-singel. I Sverige gavs den ut som 7"-singel. En av de amerikanska utgåvorna innehåller en tidig version av duons genombrottshit West End Girls.
Versionen från 1987 gjordes i två versioner, en album- och en singelversion. Den senare blev dock aldrig utgiven och publicerades först på bonusskivan till CD-utgåvan Actually / Further Listening 1987-1988 2001.

## Utgåvor
US 12"
1. "One More Chance" (Kordak Remix) – 3:26
2. "One More Chance" (Remix) – 5:33

US 12"
1. "One More Chance" – 3:26
2. "West End Girls" – 7:50

Belgisk 12"
1. "One More Chance" (Remix) – 5:33
2. "One More Chance" – (3:26)

Tysk 12"
1. "One More Chance" (Kordak Mix) – 3:26
2. "One More Chance" (Bobby O Remix) – 5:33

Svensk 7"
1. "One More Chance" – 3:30
2. "One More Chance" (Remix) – 5:37

Kanadensisk 12"
1. "One More Chance" – 5:34)
2. "Working Girl (One Way Love Affair)" (by Girly) – 5:10
3. "Love Reaction" (by Divine) – 5:31